# Sebastiano Corbellini
Sebastiano Corbellini est un peintre italien du XVIIe siècle qui fut actif à Rome vers 1650.

## Biographie
Sebastiano Corbellini porta à terme, en 1693, la décoration à fresque de l'église Sainte-Agnès en Agone entreprise par Ciro Ferri dont il a été un élève.

## Œuvres
- La Gloria del Paradiso (1693), fresque de la voûte de la  coupole, église Sant'Agnese, Rome[2].